# PZL M28

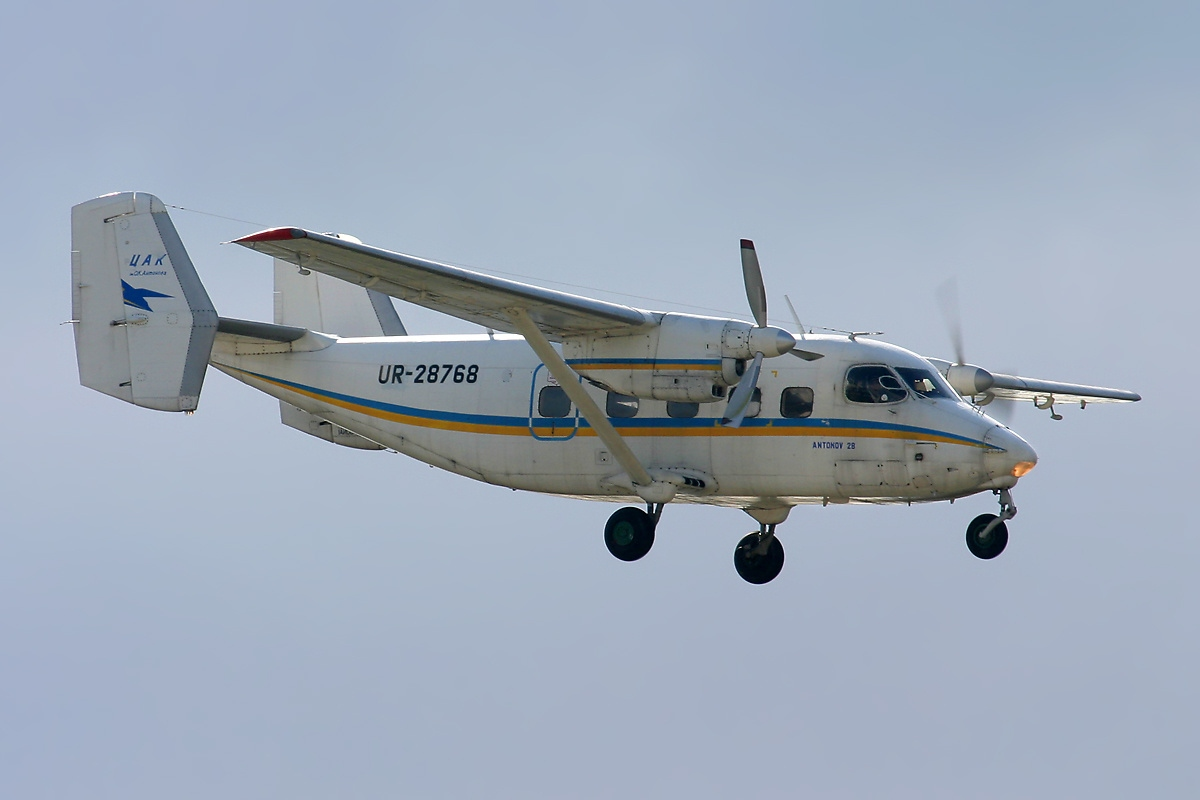
Первый полёт Ан-28 в 1969 году, он же PZL M28 с 1984 года

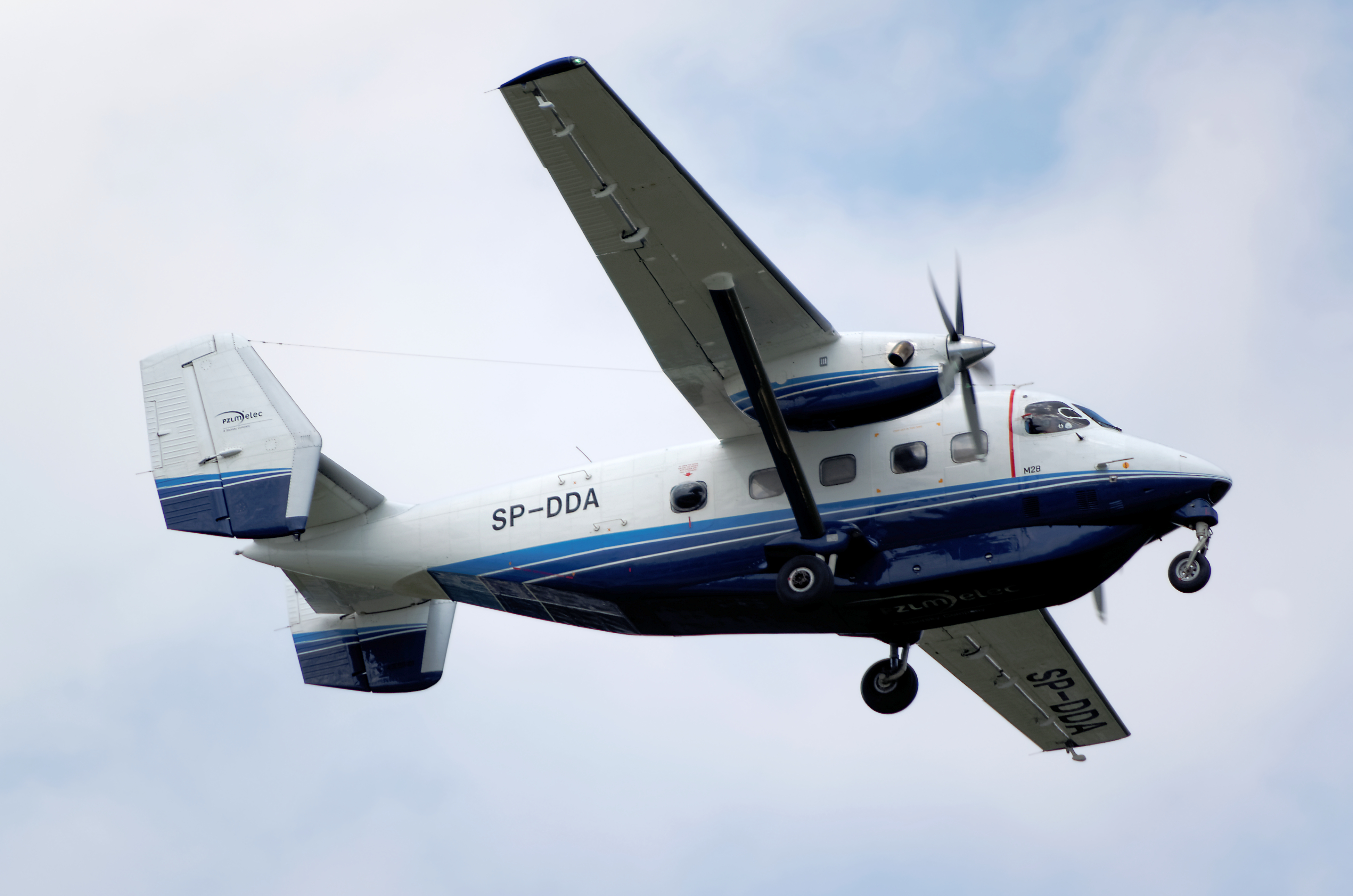
PZL M28 Skytruck, вероятно, PZL M28 Skytruck Plus, из-за расширения фюзеляжа под брюхом самолёта. Можно отчётливо увидеть выхлопную трубу со внешней стороны правой мотогондолы и 5 лопастей на воздушном винте

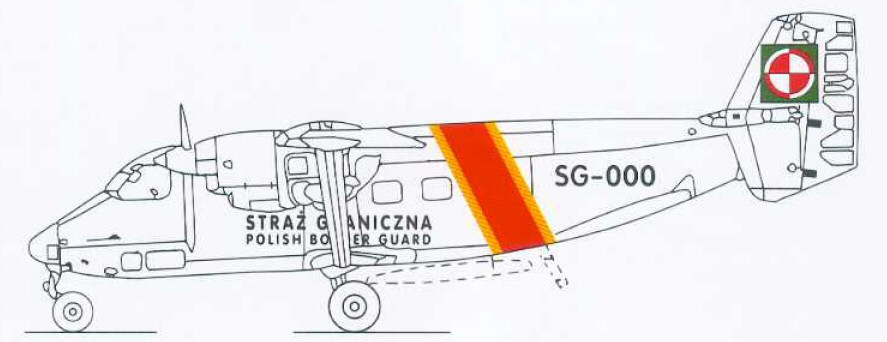
PZL M28B Bryza

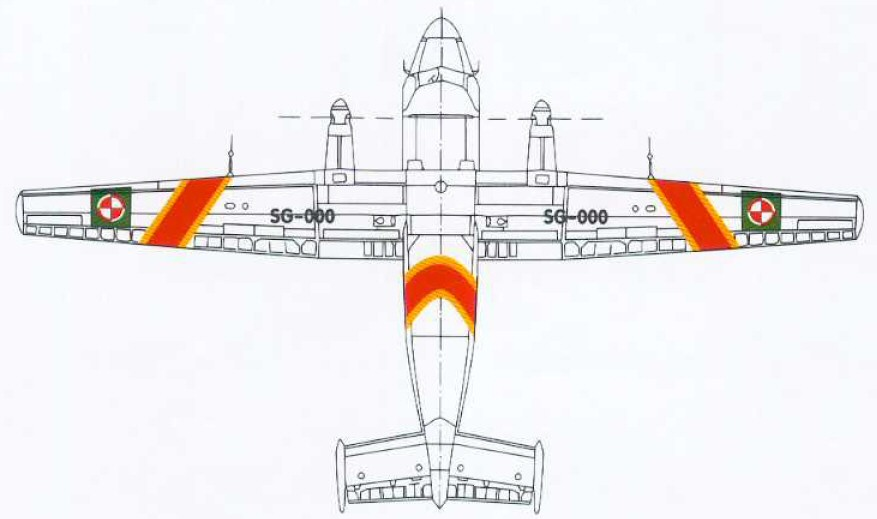
PZL M28B Bryza

PZL M28 — семейство лёгких многоцелевых польских двухмоторных СУВП, которые представляют собой модификацию советского Ан-28, выпускавшегося по лицензии на польском авиазаводе PZL Mielec.

## Разработка
Производство Ан-28 было передано польскому заводу PZL Mielec в 1978 году, а первый серийный самолет польского производства поднялся в воздух лишь 22 июля 1984 года. В апреле 1986 авиазаводу PZL Mielec был выдан сертификат Ан-28.
PZL Mielec стал единственным авиазаводом для производства Ан-28. Базовый вариант, ничем не отличавшийся от советского, получил обозначение PZL An-28 и оснащался двигателями PZL-10S (лицензионные ТВД-10Б). Производили PZL An-28 преимущественно для СССР, пока союз не распался. Позже началась разработка новой модификации с западными частями: Двигатели заменили на Pratt & Whitney Canada PT6A-65B с пятилопастным винтом Hatzell, а также заменили авионику на западную BendixKing (С внешних сторон мотогондол появились выхлопные трубы). Новая модификация, PZL M28 Skytruck, свой первый полёт совершила 24 июля 1993 года. PZL M28 Skytruck был произведён в лимитированном виде, преимущественно для экспорта (39 единиц было произведено на момент 2006 года). Эта модификация получила Польскую сертификацию в марте 1996 года и Американскую сертификацию US FAR Part 23 19 марта 2004 года.
В 1990-х годах PZL Mielec разработала семейство легких военизированных транспортных и морских разведывательных самолетов для ВВС и ВМС Польши с оригинальными двигателями Ан-28, PZL-10S (лицензионные ТВД-10Б). Военная модификация получила в ВВС название PZL M28B, а в ВМС — Bryza. С 2000 года новые PZL M28B Bryza начали оснащаться пятилопастными винтами.
В 2007 году компания Sikorsky Aircraft купила авиазавод PZL Mielec. Нынешний владелец Sikorsky Aircraft, Lockheed Martin, продает это семейство самолётов правительствам Индонезии, Иордании, Польши, Венесуэлы, Вьетнама, США и коммерческим операторам.

## Модификации
PZL An-28
Оригинальный вариант, строился по лицензии ОКБ Антонова, с двигателями PZL-10S (лицензия TV-10B).
PZL M28 Skytruck
Модификация с другим фюзеляжем и крыльями, новыми двигателями Pratt & Whitney Canada и некоторыми другими незначительными изменениями.
PZL M28B Bryza
Военизированные варианты, используемые ВВС и ВМС Польши.
PZL M28+ Skytruck Plus
Прототип нового удлинëнного варианта с большим внутренним пространством. Не производился.
C-145A
Вариант, выполненный военным центром специальных операций ВВС США. Похож на Skytruck, но с турбовинтовыми двигателями Pratt и Whitney PT6A-65B. К июню 2015 года 11 из 16 самолётов были сохранены.
PZL An-28TD
Базовый вариант для эксплуатации в Польше.
PZL M28B
Улучшенный вариант. Было собрано несколько экземпляров.
PZL M28B Bryza 1R
Используется для патрулирования морских границ и поисково-спасательных операций.
PZL M28B Bryza 1E skydiving
Специальная модификация для патрулирования и разведки над морем.
PZL M28B Bryza 1RM bis
Морской патрульно-разведывательный вариант с возможностью обнаружения подводной лодки.
PZL M28 05 Skytruck
Специальная модификация для пограничной службы.

## Технические характеристики M28B Bryza
- Экипаж: 2 человека
- Пассажировместимость: 19 пассажиров (17 десантников)
- Длина: 13,1 м
- Размах крыльев: 22,06 м
- Пустой вес: 4,354 кг
- Максимальный взлётный вес: 7,500 кг
- Двигатели:  Pratt & Whitney
- Скорость: 501 км/ч
- Дальность полёта: 2200 км
- Ёмкость топливных баков в крыльях: 1340 л
- Ёмкость топливных баков центроплана: 620 л
- Общая ёмкость топливных баков: 1960 л
- Диаметр воздушного винта: 2,8 м

## Эксплуатанты

### Военные
Венесуэла
- Сухопутные войска Венесуэлы — 8 M28 Bryza, по состоянию на 2012 год[2]

 Вьетнам
- ВВС Вьетнама — 1 M28 Skytruck, по состоянию на 2012 год[3]

 Непал
- Сухопутные войска Непала — 2 M28 Skytruck, по состоянию на 2012 год[4]

 Польша
- ВВС Польши — 8 M-28B/PT Bryza, по состоянию на 2013 год[5]

 Эстония
- ВВС Эстонии — 2 М28, по состоянию на 2019 год[6]

### Гражданские
Индонезия
- Полиция Индонезии — 4 M28, по состоянию на 2012 год

 Суринам
- Blue Wing Airlines

## Авиационные происшествия и катастрофы
По состоянию на 22 мая 2020 года за время эксплуатации было потеряно 10 самолётов данной модели. При этом погибли 59 человек.
| Дата       | Бортовой номер | Место                    | Жертвы | Описание происшествия                                                                     |
| ---------- | -------------- | ------------------------ | ------ | ----------------------------------------------------------------------------------------- |
| 12.07.2001 | YV-117CP       | Пуэрто-Кабельо           | 13/13  | Разбился во время взлёта.                                                                 |
| 10.12.2004 | GN-97121       | Либертадор               | 16/16  | Разбился в горах.                                                                         |
| 04.11.2005 | 312            | Зялам                    | 3/3    | Разбился на поле.                                                                         |
| 31.03.2009 | 1007           | Гдыня                    | 4/4    | Разбился при заходе на посадку во время тренировочного полёта.                            |
| 09.10.2009 | н.д. YV1769    | Лас Минас                | 0/н.д. | Повреждён после неудачной посадки на сырую ВПП. Использовался для контрабанды наркотиков. |
| 02.11.2009 | P-4202         | Мулиа                    | 4/4    | Разбился в горах.                                                                         |
| 12.06.2010 | ENBV-0063      | Puerta del Este          | 3/3    | Разбился.                                                                                 |
| 27.10.2010 | P-4204         | Вами                     | 5/5    | Разбился во время доставки гуманитарной помощи.                                           |
| 18.12.2011 | 08-0319        | Walan Rabat Landing Zone | 0/7    | Совершил жёсткую посадку на неровную поверхность.                                         |
| 03.12.2016 | P-4201         | Танджунгпинанг           | 13/13  | Борт принадлежал полиции. Разбился в море.                                                |
| 30.05.2017 | NA-048         | Баджура                  | 1/3    | Из-за сильного ветра сошел с полосы и перевернулся.                                       |